# Yhi yindi
Yhi yindi is een vlokreeftensoort uit de familie van de Paracalliopiidae. De wetenschappelijke naam van de soort is voor het eerst geldig gepubliceerd in 1991 door Thomas & Barnard.
Yhi yindi is de enige soort in het monotypische geslacht Yhi. Ze werd ontdekt in het Groot Barrièrerif. Yindi betekent volgens de auteurs zon in de taal van de  Australische Aborigines.